# Leptocerus aprachasta
Leptocerus aprachasta är en nattsländeart som beskrevs av Schmid 1987. Leptocerus aprachasta ingår i släktet Leptocerus och familjen långhornssländor. Inga underarter finns listade i Catalogue of Life.